# Puchar Polski w piłce nożnej (1984/1985)
Puchar Polski w piłce nożnej 1984/1985 – 31. edycja rozgrywek mających na celu wyłonienie zdobywcy Pucharu Polski, który uzyskał tym samym prawo gry w kwalifikacjach Pucharu Zdobywców Pucharów 1985/1986. Po raz 1. trofeum wywalczył Widzew Łódź. Finał został rozegrany na Stadionie Wojska Polskiego w Warszawie.

## Plan rozgrywek
Rozgrywki szczebla centralnego składały się z 8 części:
- Runda 1: 29 lipca 1984 roku
- Runda 2: 5 sierpnia 1984 roku
- Runda 3: 15 sierpnia 1984 roku
- Runda 4: 5 września 1984 roku
- Runda 5: 21 listopada 1984 roku
- Ćwierćfinał: 2–3 marca 1985 roku i 13 marca 1985 roku
- Półfinał: 3 kwietnia 1985 roku i 12 czerwca 1985 roku
- Finał: 26 czerwca 1985 roku na Stadionie Wojska Polskiego w Warszawie

## Pierwsza runda
Mecze zostały rozegrane 29 lipca 1984 roku.
| Drużyna 1                 | Wynik         | Drużyna 2                  |
| ------------------------- | ------------- | -------------------------- |
| LZS Grudynia Wielka       | 2:1 (dog.)    | Stal Rzeszów               |
| KS Lublinianka            | 2:0           | Czuwaj Przemyśl            |
| Budowlani Wrocław         | 0:3           | Piast Nowa Ruda            |
| Limanovia Limanowa        | 1:0           | Karpaty Krosno             |
| Kolejarz Prokocim         | 2:2 (4:2 kar) | Radomiak II Radom          |
| Jadowniczanka Jadowniki   | 3:1           | Wisłoka Dębica             |
| Granica Bogatynia         | 2:3           | Bug Wyszków                |
| Włodawianka Włodawa       | 1:3           | Hetman Zamość              |
| GKS Bełchatów             | 2:0           | Pogoń Oleśnica             |
| Górnik II Konin           | 2:1           | Orzeł Łódź                 |
| Mazovia Rawa Mazowiecka   | 1:1 (6:7 kar) | Polonia Warszawa           |
| Warta Sieradz             | 4:0           | Widzew II Łódź             |
| Jagiellonia II Białystok  | 2:1           | Mazur Ełk                  |
| Promnik Łaskarzew         | 3:5           | Gwardia Szczytno           |
| Powiśle Czernin           | 2:0           | Wierzyca Starogard Gdański |
| Olimpia Zambrów           | 2:3           | AZS Biała Podlaska         |
| Bałtyk II Gdynia          | 3:1           | Mławianka Mława            |
| Wielim Szczecinek         | 3:2           | Flota Świnoujście          |
| Zjednoczeni Przytoczna    | 1:2 (dog.)    | Arkonia Szczecin           |
| Włókniarz Kalisz          | 0:1           | Warta Poznań               |
| Start Radziejów           | 2:1           | Lech II Poznań             |
| Polonia Jastrowie         | 1:2           | Czarni Słupsk              |
| Sparta Brodnica           | 0:2           | Zawisza Bydgoszcz          |
| Górnik Polkowice          | 0:2           | Lechia Zielona Góra        |
| Promień Żary              | 2:2 (2:3 kar) | Polonia Leszno             |
| Piast Cieszyn             | 0:7           | GKS Tychy                  |
| Wawel Wirek               | 0:0 (3:4 kar) | BKS Stal Bielsko-Biała     |
| AKS Busko-Zdrój           | 0:0 (6:5 kar) | Górnik Wojkowice           |
| Pogoń Blachownia          | 0:8           | Cracovia II                |
| Victoria Częstochowa      | 1:3           | Metal Kluczbork            |
| Granat Skarżysko-Kamienna | 3:1           | Siarka II Tarnobrzeg       |
| Elektronik Piaseczno      | 2:0           | Wisła II Płock             |

## Druga runda
Mecze zostały rozegrane 5 i 8 sierpnia 1984 roku.
| Drużyna 1                 | Wynik         | Drużyna 2                  |
| ------------------------- | ------------- | -------------------------- |
| Gwardia Szczytno          | 2:0           | Jagiellonia Białystok      |
| AKS Busko-Zdrój           | 0:3           | Piast Gliwice              |
| Piast Nowa Ruda           | 3:2           | Odra Opole                 |
| Polonia Leszno            | 1:8           | Zagłębie Lubin             |
| Warta Poznań              | 0:0 (4:5 kar) | Chemik Police              |
| GKS Bełchatów             | 1:2 (dog.)    | Zagłębie Wałbrzych         |
| Kolejarz Prokocim         | 1:5           | Broń Radom                 |
| Cracovia II               | 0:3           | Victoria Jaworzno          |
| Jadowniczanka Jadowniki   | 2:1           | Górnik Knurów              |
| Limanovia Limanowa        | 0:5           | Polonia Bytom              |
| Bałtyk II Gdynia          | 1:0           | Wisła Płock                |
| Arkonia Szczecin          | 1:0           | Olimpia Poznań             |
| Polonia Warszawa          | 1:1 (1:3 kar) | Gwardia Warszawa           |
| Lechia Zielona Góra       | 1:0           | Stilon Gorzów Wielkopolski |
| Zawisza Bydgoszcz         | 1:3           | Lechia Gdańsk              |
| GKS Tychy                 | 1:0           | Odra Wodzisław             |
| Jagiellonia II Białystok  | 2:2 (4:5 kar) | Błękitni Kielce            |
| Powiśle Czernin           | 2:1           | Arka Gdynia                |
| Czarni Słupsk             | 2:1 (dog.)    | Celuloza Kostrzyn          |
| Metal Kluczbork           | 1:1 (2:3 kar) | Moto Jelcz Oława           |
| LZS Grudynia Wielka       | 2:3           | Radomiak Radom             |
| Hetman Zamość             | 1:0           | Stal Stalowa Wola          |
| AZS Biała Podlaska        | 1:1 (3:4 kar) | Olimpia Elbląg             |
| KS Lublinianka            | 1:0           | Korona Kielce              |
| BKS Stal Bielsko-Biała    | 0:0 (2:4 kar) | Hutnik Kraków              |
| Elektronik Piaseczno      | 0:1           | Hutnik Warszawa            |
| Wielim Szczecinek         | 0:1           | Stal Stocznia Szczecin     |
| Start Radziejów           | 1:2           | Włókniarz Pabianice        |
| Warta Sieradz             | 5:2           | Raków Częstochowa          |
| Bug Wyszków               | 2:1           | Resovia                    |
| Górnik II Konin           | 0:3           | Stal Mielec                |
| Granat Skarżysko-Kamienna | 1:2           | Igloopol Dębica            |

## Trzecia runda
Mecze zostały rozegrane 15 i 22 sierpnia 1984 roku.
| Drużyna 1               | Wynik         | Drużyna 2           |
| ----------------------- | ------------- | ------------------- |
| Hetman Zamość           | 2:1           | KS Lublinianka      |
| Bug Wyszków             | 2:1 (dog.)    | Hutnik Warszawa     |
| Warta Sieradz           | 1:3 (dog.)    | Włókniarz Pabianice |
| Lechia Zielona Góra     | 3:2 (dog.)    | Zagłębie Lubin      |
| Jadowniczanka Jadowniki | 1:1 (5:4 kar) | Błękitni Kielce     |
| Arkonia Szczecin        | 2:1           | Olimpia Elbląg      |
| Igloopol Dębica         | 1:0           | Stal Mielec         |
| GKS Tychy               | 1:2           | Hutnik Kraków       |
| Victoria Jaworzno       | 2:0           | Piast Gliwice       |
| Stal Stocznia Szczecin  | 4:1           | Bałtyk II Gdynia    |
| Moto Jelcz Oława        | 1:1 (4:2 kar) | Zagłębie Wałbrzych  |
| Piast Nowa Ruda         | 2:1           | Polonia Bytom       |
| Powiśle Czernin         | 0:3           | Gwardia Szczytno    |
| Czarni Słupsk           | 0:1           | Chemik Police       |
| Broń Radom              | 0:0 (5:4 kar) | Radomiak Radom      |
| Gwardia Warszawa        | 3:1           | Lechia Gdańsk       |

## Czwarta runda
Mecze zostały rozegrane 5 września 1984 roku i 28 października 1984 roku.
| Drużyna 1               | Wynik         | Drużyna 2          |
| ----------------------- | ------------- | ------------------ |
| Jadowniczanka Jadowniki | 1:7           | Widzew Łódź        |
| Hetman Zamość           | 1:5           | Legia Warszawa     |
| Hutnik Kraków           | 0:1           | Górnik Zabrze      |
| Victoria Jaworzno       | 3:1           | Ruch Chorzów       |
| Moto Jelcz Oława        | 1:1 (4:3 kar) | Zagłębie Sosnowiec |
| Igloopol Dębica         | 2:1 (dog.)    | Szombierki Bytom   |
| Lechia Zielona Góra     | 0:4           | Lech Poznań        |
| Stal Szczecin           | 1:1 (2:4 kar) | Bałtyk Gdynia      |
| Gwardia Szczytno        | 2:5           | ŁKS Łódź           |
| Arkonia Szczecin        | 0:1           | Śląsk Wrocław      |
| Chemik Police           | 0:1           | GKS Katowice       |
| Broń Radom              | 0:0 (4:2 kar) | Wisła Kraków       |
| Włókniarz Pabianice     | 0:2           | Cracovia           |
| Piast Nowa Ruda         | 2:1 (dog.)    | Górnik Wałbrzych   |
| Bug Wyszków             | 0:5           | Motor Lublin       |
| Gwardia Warszawa        | 3:2           | Pogoń Szczecin     |

## Piąta runda
Mecze zostały rozegrane 21 i 28 listopada 1984 roku.
| Drużyna 1         | Wynik         | Drużyna 2       |
| ----------------- | ------------- | --------------- |
| Moto Jelcz Oława  | 0:1           | Igloopol Dębica |
| Gwardia Warszawa  | 0:3           | Górnik Zabrze   |
| Piast Nowa Ruda   | 0:3           | Widzew Łódź     |
| Motor Lublin      | 0:2           | Legia Warszawa  |
| Cracovia          | 1:2           | Lech Poznań     |
| Broń Radom        | 0:1           | GKS Katowice    |
| Victoria Jaworzno | 0:1           | ŁKS Łódź        |
| Śląsk Wrocław     | 1:1 (3:5 kar) | Bałtyk Gdynia   |

## Ćwierćfinały
Mecze zostały rozegrane w okresie 2–13 marca 1985 roku.
| Drużyna 1       | Wynik dwumeczu | Drużyna 2      | Pierwszy mecz | Drugi mecz |
| --------------- | -------------- | -------------- | ------------- | ---------- |
| Górnik Zabrze   | 5:3            | Legia Warszawa | 3:1           | 2:2        |
| Lech Poznań     | 1:3            | Widzew Łódź    | 0:0           | 1:3        |
| Igloopol Dębica | 2:4            | GKS Katowice   | 2:2           | 0:2        |
| ŁKS Łódź        | 1:2            | Bałtyk Gdynia  | 1:1           | 0:1        |

## Półfinały
Mecze zostały rozegrane 3 kwietnia 1985 roku i 13 czerwca 1985 roku.
| Drużyna 1    | Wynik dwumeczu | Drużyna 2     | Pierwszy mecz | Drugi mecz |
| ------------ | -------------- | ------------- | ------------- | ---------- |
| Widzew Łódź  | 4:3            | Górnik Zabrze | 3:0           | 1:3        |
| GKS Katowice | 3:1            | Bałtyk Gdynia | 1:0           | 2:1        |

## Finał
| 26 czerwca 1985 17:00          | Widzew Łódź | 0:0 k. 3:1Raport | GKS Katowice | Stadion Wojska Polskiego, Warszawa Widzów: 10 000 Sędzia: Andrzej Libich (Warszawa) |
|                                |             |                  |              |                                                                                     |
|                                |             | Rzuty karne      |              |                                                                                     |
| Wójcicki · Myśliński · Bolesta |             | Biegun           |              |                                                                                     |

| Widzew Łódź:       |  |                          |  |     |
|                    |  |                          |  |     |
| BR                 |  | Henryk Bolesta           |  |     |
| OB                 |  | Kazimierz Przybyś        |  |     |
| OB                 |  | Roman Wójcicki           |  |     |
| OB                 |  | Marek Dziuba             |  | 92' |
| PO                 |  | Krzysztof Kamiński       |  |     |
| PO                 |  | Mirosław Myśliński       |  |     |
| PO                 |  | Marek Podsiadło          |  |     |
| PO                 |  | Tadeusz Świątek          |  | 53' |
| NA                 |  | Jerzy Leszczyk           |  |     |
| NA                 |  | Dariusz Dziekanowski     |  |     |
| NA                 |  | Włodzimierz Smolarek     |  |     |
| Zmiany:            |  |                          |  |     |
| NA                 |  | Mirosław Kuniczuk        |  | 92' |
| OB                 |  | Mieczysław Kasperkiewicz |  | 53' |
| Trener:            |  |                          |  |     |
| Bronisław Waligóra |  |                          |  |     |

| GKS Katowice:       |  |                     |              |     |
|                     |  |                     |              |     |
| BR                  |  | Franciszek Sput     |              |     |
| OB                  |  | Marek Matys         |              |     |
| OB                  |  | Piotr Piekarczyk    |              |     |
| OB                  |  | Krzysztof Zając     | Żółta kartka |     |
| OB                  |  | Jerzy Kapias        |              |     |
| PO                  |  | Wiktor Morcinek     |              | 75' |
| PO                  |  | Zbigniew Krzyżoś    |              |     |
| PO                  |  | Józef Łuczak        |              |     |
| NA                  |  | Krzysztof Rzeszutek |              | 64' |
| NA                  |  | Marek Biegun        |              |     |
| NA                  |  | Jan Furtok          |              |     |
| Zmiany:             |  |                     |              |     |
| PO                  |  | Marian Chmaj        |              | 64' |
| PO                  |  | Krzysztof Hetmański |              | 75' |
| Trener:             |  |                     |              |     |
| Zdzisław Podedworny |  |                     |              |     |

| Puchar Polski w piłce nożnej 1984/1985 Zwycięzcy |
| ------------------------------------------------ |
| Widzew Łódź 1. Tytuł                             |